# Демидов, Григорий Викторович
Григо́рий Ви́кторович Деми́дов (укр. Григорій Вікторович Демидов; род. 26 ноября 1948 года, село Ястребково Сакского района Крымской области) — советский юрист, с 1990 года украинский государственный деятель, депутат Верховной рады Украины I созыва (1990—1994), в 2014 году сторонник присоединения Крыма к России, как специалист по конституционному праву — участник государственного строительства Республики Крым. Заслуженный юрист Украины. Награждён государственными наградами России.

## Биография
Родился 26 ноября 1948 года в селе Ястребково Сакского района Крымской области в семье рабочих.
С 1966 года работал монтёром связи на Северо-Крымском канале, с 1967 года был рабочим завода железобетонных конструкций треста «Евпаториястрой» (город Саки).
С 1967 года проходил службу в рядах Советской армии, после возвращения из армии с 1969 года был матросом Калининградской базы экспедиционного флота и морского порта.
В 1977 году окончил юридический факультет Калининградского государственного университета по специальности «юрист».
После окончания университета работал в органах прокуратуры, с 1977 года был помощником прокурора города Гусев Калининградской области, с 1981 года помощником прокурора Красноперекопского района Крымской области, затем помощником и старшим помощником прокурора города Евпатории. С 1984 года являлся прокурором Ленинского района, с 1989 года занимал должность прокурора Азово-Черноморского отдела природоохранной прокуратуры.
Был членом КПСС с 1984 года.

### В Верховном Совете Украины I созыва

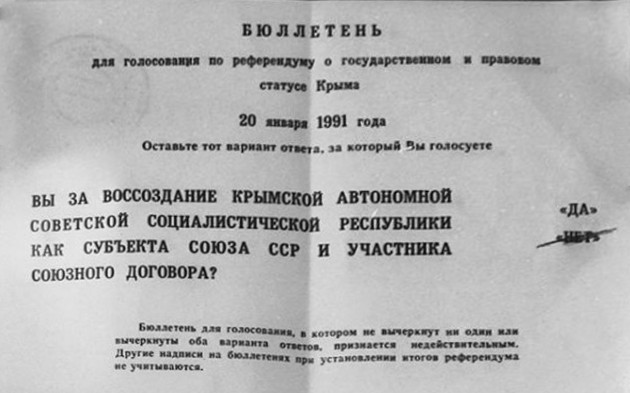
Бюллетень, используемый для голосования на Крымском референдуме 1991

В 1990 году в ходе первых альтернативных парламентских выборов в Украинской ССР был выдвинут кандидатом в народные депутаты. 18 марта 1990 года во втором туре был избран народным депутатом Верховного совета Украинской ССР XII созыва (в дальнейшем — Верховной рады Украины I созыва) от Ленинского избирательного округа № 254 Крымской области, набрал 48,77 % голосов среди 6 кандидатов. В парламенте был председатель подкомиссии комиссии по вопросам законодательства и законности. Депутатские полномочия истекли 10 мая 1994 года.
Принимал участие в комиссии по разработке Конституции Крымской АССР в 1991 (Ведомости Верховного Совета Крыма, 1991—1992 г., N 1, ст. 8), которая определила полномочия Крыма, основываясь на результатах референдума 1991, как высшей формы проявления народного волеизъявления.
Во время политического кризиса в Украине в 1992 году из-за конфликта полномочий между Автономной Республикой Крым и центральными властями Украины входил в состав лиц, присутствовавших на консультативной встрече Президиума Верховного Совета Украины и Президиума Верховного Совета Крыма в Ялте, 1 июня 1992 года под руководством И. Плюща и Н. Багрова. Несмотря на компромиссный характер этого документа и частичное признание в нём прав Крыма, в итоге, после продолжительного кризиса, в марте 1995 года Конституция Республики Крым от 1992 года отменена, упразднена должность Президента Крыма.
Заслуженный юрист Украины (март 1999). Государственный служащий Украины 4 ранга (август 2002), 3 ранга (сентябрь 2004). Заведующий юридического отдела секретариата, 1-й заместитель руководителя — начальник юридического управления Секретариата Верховного совета АР Крым. Внештатный советник Председателя Государственного Совета Республики Крым. Награждён Знаком отличия Автономной Республики Крым «За верность долгу» (2006).

### Аннексия Крыма
Во время аннексии Крыма Россией вошел в состав Конституционной комиссии Республики Крым по подготовке проекта Конституции Республики Крым, которая декларировала независимость Республики Крым 17 марта, с последующим вхождением в состав России 18 марта 2014 года.
Как юрист высшей квалификации привлекался к разработке различных вопросов государственного строительства Республики Крым в составе России.
Указом Президента России В. Путина был награждён медалью ордена «За заслуги перед Отечеством» II степени. Награда вручена 11 июня 2014 года на торжественном заседании в Государственном Совете Республики Крым, посвященном Дню России.

### Деятельность в аннексированном Крыму
21 апреля 2015 года награждён медалью «За защиту Крыма». Находится в базе украинского сайта «Миротворец», как лицо, участвовавшее в аннексии Крыма.
Как юрист, специалист по конституционному праву и живой участник событий 1991 года, дал большое интервью, посвященное 25-летнему юбилею Крымского референдума 1991 года, а также проанализировал всю историю борьбы Крыма за суверенитет в форме автономной республики, юридические аспекты отмены автономии Крыма в 1945 году, передачи его в состав Украины в 1954 и восстановления республики 12 февраля 1991 года в составе Украины.